# Rebévelier
Rebévelier (hist. niem. Ruppertswiler) – gmina (niem. Einwohnergemeinde) w północno-zachodniej Szwajcarii, w kantonie Berno, w regionie administracyjnym Berner Jura, w okręgu Berner Jura.
Gmina została po raz pierwszy wspomniana w dokumentach w 1181 roku jako Robervilier.

## Demografia
W 2016 Rebévelier była piątą najmniejszą gminą pod względem ludności w Szwajcarii. W 2018 roku w Rebévelier mieszkało 41 osób. W 2008 roku wszyscy obywatele gminy byli obywatelami Szwajcarii.
W 2000 roku 66,7% mieszkańców (20) gminy mówiło w języku francuskim, a 33,3% (10) w języku niemieckim.

Zmiany w liczbie ludności są przedstawione na poniższym wykresie: